# Fred Beltran
Pour les articles homonymes, voir Beltran.
Fred Beltran, né Frédéric Beltran le 15 septembre 1963 à Levallois-Perret, est un dessinateur, peintre et musicien français.

## Biographie
Il travaille aussi sur ordinateur comme infographiste et en 1995 avec l'éditeur japonais Kōdansha.
Aussi guitariste et chanteur, il participe à plusieurs groupes dont Lord Fester Combo, Washington Dead Cats, Stylbop, Jive Swing et Snails. Il a également dessiné la pochette de l'album Body Hammer du DJ Al Core.
Beltran dessine notamment les séries Megalex et Les Technopères.

## Œuvres
- Frank Margerin Présente...
- Le Ventre du Minotaure (1990) Les Humanoïdes Associés
- Megalex (3 tomes) 1999 -2008 avec Alexandro Jodorowsky
- Les Technopères (1998 - 2006) avec Alexandro Jodorowsky et Zoran Janjetov
- Pin Up Girls, interdit aux États-Unis (2002) avec Jerry Frissen et Ian Sattler Les Humanoïdes Associés

## Récompense
- 1990 : Prix Bloody Mary (Grand prix de la critique) pour Dans le ventre du Minotaure[1].